# Акантор
Акантор (лат. acanthor) је први ларвени стадијум код паразитских животиња из типа Acanthocephala, поседује ростелум (rostellum) са кукицама којима се забијају у ткива прелазног домаћина.